# 大阪府立長野高等学校
大阪府立長野高等学校（おおさかふりつ ながの こうとうがっこう、英: Osaka Prefectural Nagano High School）は、大阪府河内長野市にある公立の高等学校。

## 概要
河内長野市で初の公立高校として1972年に設置された。通称は「長高」。
教育課程は全日制課程を設置する。普通科と国際教養科・国際文化科を併設する。国際教養科は2021年度入学生より国際文化科に改編された。
国際関係学科を設置する大阪府立高校「LETS（レッツ）」10校のひとつでもある。
文系と理系の文理選択において通常文型・理型の類型選択は2年生に行われ、3年生に上がる際に理型のみ文型へ移行可能になっている。
2019年4月1日、大阪府立長野北高等学校を機能統合した。機能統合は2校の統廃合だが、長野高校の校名や学科は変更されてない。大阪府立長野北高等学校の閉校後、「大阪府立長野北高等学校記念室」が長野高校に開設されている。

## 沿革

### 年表
- 1972年4月 - 大阪府教育委員会事務局に「大阪府立第80高等学校」（仮称）設立準備室を設置[2]
- 1973年4月1日 - 大阪府立長野高等学校が開校[2]。全日制普通科を設置。
- 1992年 - 国際教養科を設置。
- 2004年 - 文部科学省のスーパーイングリッシュランゲージハイスクールに指定（2006年度まで）
- 2009年 - ユネスコ・スクール加盟
- 2011年 - 大阪府教育委員会「使える英語プロジェクト事業」でイングリッシュフロンティアハイスクールズに指定（G2グレード、2013年度まで[3]）
- 2019年4月1日 - 大阪府立長野北高等学校を機能統合（統廃合）。
- 2021年 - 国際教養科を国際文化科に改編。

## 出身者
- 尾崎菜々 - グラビアアイドル
- 玉田玉秀斎 - 講談師（20期生）
- 浜田尊弘 - テレビプロデューサー
- 風雅湊 - 宝塚歌劇団月組（20期生）
- 丹羽大輝 - サッカー選手（FC東京）
- 小池徹平 - 俳優（堀越高等学校へ転校）
- 石井輝明（元コマンダンテ） - お笑いタレント

## 交通
- 南海高野線・近鉄長野線 河内長野駅より北西へ約1.5km
- 南海高野線千代田駅より南西へ約1.7km
- 南海バス・モックルコミュニティバス 河内長野市役所前バス停より北西へ約240m